# Jag heter Nujood, är 10 år och skild
Jag heter Nujood, är 10 år och skild (franska Moi Nojoud, 10 ans, divorcée) är en bok av och om den jemenitiska flickan Nujood Ali, som utgavs 2009 på franska och 2012 på svenska. Medförfattare är Delphine Minoui och svensk översättare Janne Carlsson.
Boken handlar om Nujood Alis kamp mot tvångsäktenskap och barnäktenskap, vilket har inspirerat andra flickor i Mellanöstern att stå upp för mänskliga rättigheter. Hon giftes bort innan hon fyllde 10 med en 20 år äldre man. Hon är den första jemenitiska barnbrud som genom domstolsbeslut får rätt att själv bestämma över sin kropp och fick skilja sig i tioårsåldern.